# Звероловы
«Звероловы» — советский цветной художественный фильм 1958 года, снятый Глебом Нифонтовым по сценарию А. Жадана и Симоны Бурлюк на киностудии «Моснаучфильм».
Премьера фильма состоялась 9 июня 1959 года.

## Сюжет
Молодой охотник Егоров преодолевает трудности и ошибки, становится опытным звероловом и осуществляет свою заветную мечту — поймать тигра.

## В ролях
- Иван Савкин — Степан Егоров
- Раднэр Муратов — Дудин
- Кемель Албанов — Ширва-хун
- Борис Ситко — Павел Иванович Жарков
- Иван Коваль-Самборский — мрачный охотник
- Григорий Михайлов — Артём Сергеевич Макаров
- Константин Немоляев — Черепанов
- Пётр Любешкин — Зотов
- Даниил Нетребин — Трофимов
- Георгий Милляр — заготовитель птиц
- Владимир Борискин — Петрович
- Шамши Тюменбаев — аксакал
- Евгений Дубасов — зверолов
- Галина Охрименко — работница зообазы

## Съёмочная группа
- Режиссер: Глеб Нифонтов
- Авторы сценария: Симона Бурлюк, А. Жадан
- Оператор: Георгий Хольный
- Художники-постановщики: Георгий Рожалин, Я. Бенин
- Композиторы: Александр Локшин, Андрей Севастьянов
- Звукорежиссер: К. Бек-Назаров

## Съёмки
Съёмки велись в Сибири, Казахстане, Киргизии и на Зообазе Госфильмофонда России в Петушинском районе Владимирской области.

## Фестивали
Фильм получил премию на Международном кинофестивале в Венеции, Италия (1959).